# Palle Tillisch
Palle Tillisch (født 2. august 1920 på Dr. Permins Klinik, Tranegårdsvej 12A, Hellerup, Maglegårds Sogn, død 12. december 1994) var en dansk roer, landsretssagfører og politiker fra Gentofte. Han var medlem af Københavns Roklub i Sydhavnen. Han repræsenterede Fremskridtspartiet i Folketinget 1973-1975, hvor han var gruppeformand. 1975-1977 var han landsformand for partiet.

## Rokarriere
Tillisch repræsenterede Danmark ved OL 1952 i Helsinki, hvor han, sammen med Bent Jensen, udgjorde den danske toer uden styrmand. I 1. runde af konkurrencen sluttede danskerne på andenpladsen i et heat mod Australien, Italien og Polen, hvorefter de kom ind på 4.- og sidstepladsen i semifinalen mod Storbritannien, Holland og Sverige. Danskerne havde yderligere en chance for at kvalificere sig til finalen, men sluttede efterfølgende på andenpladsen i et opsamlingsheat mod de senere guldvindere fra USA samt Australien, og var dermed ude af konkurrencen.
Tillisch og Jensen vandt desuden en EM-sølvmedalje i toer uden styrmand ved EM 1951 i Mâcon.

## Politiker
Tillisch var valgt til Folketinget for Fremskridtspartiet i 1973-1975 og var i den periode formand for folketingsgruppen. Han var en af partiets forgrundsfigurer i dets forhandlinger med den siddende regering under Poul Hartling. Han ønskede ikke at genopstille ved folketingsvalget 1975, men fortsatte i nogle år som medlem af Fremskridtspartiets hovedbestyrelse og var 1975-1977 partiets landsformand.

## Opvækst, uddannelse og erhverv
Tillisch var født i Hellerup i 1920 som søn af skibsinspektør og kaptajn Frederik Ferdinand Tillisch og Julie Teisen. Han blev student fra Øregaard Gymnasium i 1938 og cand.jur. fra Københavns Universitet i 1943. Samme år blev han sagførerfuldmægtig i København og i 1945 i Odense. Han blev sagfører i 1947 og landsretssagfører i 1949. Tillisch arbejdede i rederiet A.P. Møller fra 1947-1955 og var direktør i Dampskibsselskabet på Bornholm af 1866 1955-1957. Han drev fra 1957 egen sagførerforretning.
Den 2. februar 1959 blev Tillisch gift med Bodil Sprechler (født 1919). Tillisch var aktiv i den danske modstandsbevægelse under 2. verdenskrig.